# Lei dos Círculos

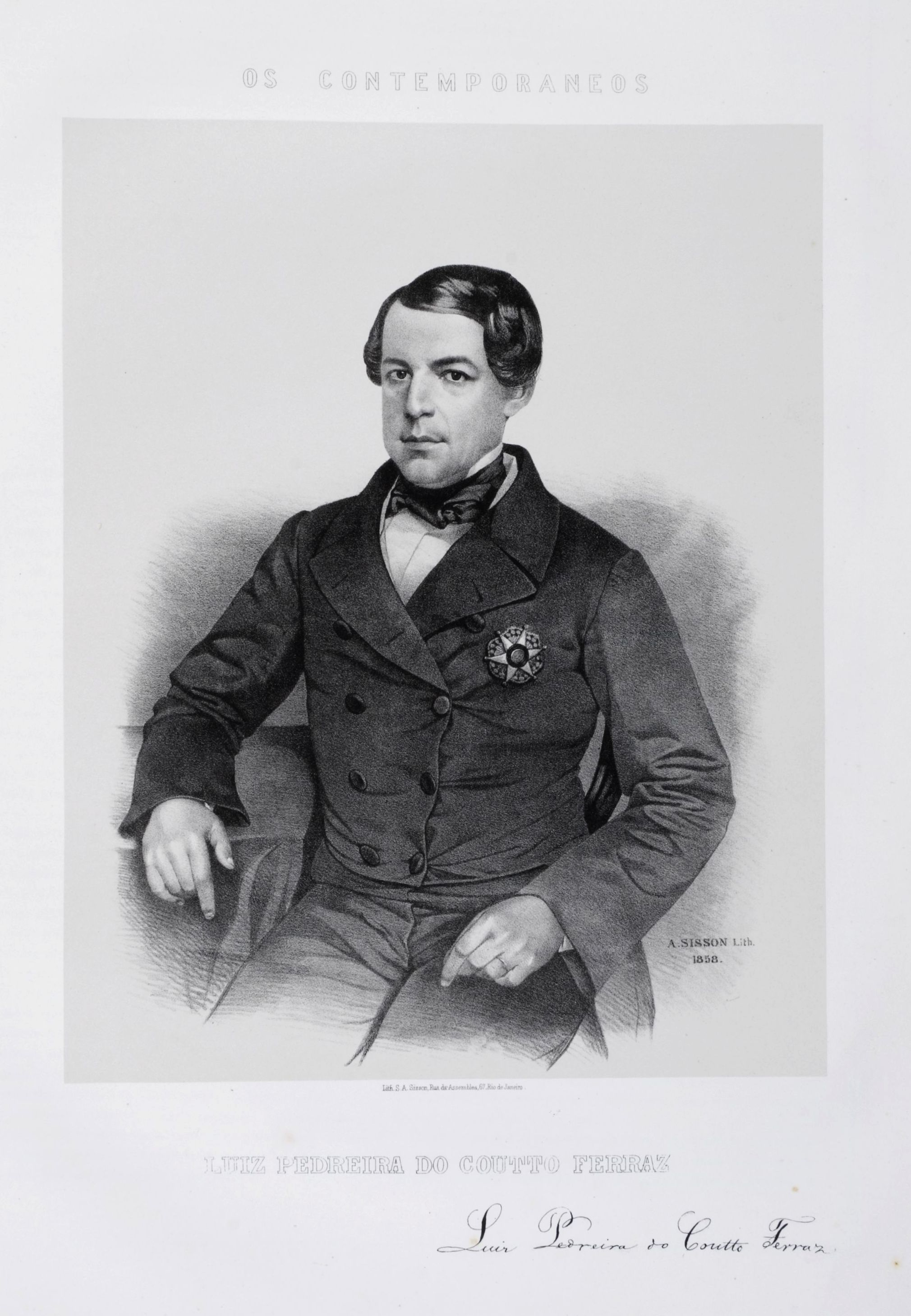
Luís Pedreira do Couto Ferraz, principal arquiteto da Lei dos Círculos

A Lei dos Círculos foi uma reforma eleitoral realizada no Império do Brasil e estabelecida pelo Decreto nº. 842 de 19 de setembro de 1855 e alterada pelo Decreto nº. 1.082 de 18 de agosto de 1860. Em sua primeira versão, a lei estabelecia que cada "círculo", ou distrito eleitoral, elegeria um deputado. Na segunda versão, o número de deputados eleitos passaria para três.

## Contexto
No contexto da chamada "Conciliação", levada a cabo pelo Imperador D. Pedro II, iniciou-se o debate a respeito da necessidade de se reformar o sistema eleitoral brasileiro, visto que o gabinete organizado pelo Marquês do Paraná dois anos antes era alvo de duras críticas devido à alegada lentidão com que encaminhava os negócios públicos. Além disso, a legislação eleitoral vigente ainda era regida majoritariamente pelas "Instruções de 1824", embora outras medidas tivessem sido aprovadas posteriormente, o que deixava lacunas no processo eleitoral e margem para revoltas como a Revolução Praieira, por exemplo.
A reforma teve origem no projeto de lei do político liberal Francisco de Paula Sousa e Melo, de 1848, sendo ligeiramente alterado pelo senador Luís Pedreira do Couto Ferraz, Visconde do Bom Retiro, então ministro dos Negócios do Império, mas mantendo suas principais características: o voto distrital e as incompatibilidades eleitorais.
Porém, a nova lei esteve em vigor somente durante as eleições de 1857, sendo substituída por uma segunda Lei dos Círculos, em 1860, visando ampliar os distritos eleitorais e a margem de manobra eleitoral das elites políticas.

## Reforma

### A primeira Lei dos Círculos
Segundo o Decreto nº. 842 de 1855, em seu Artigo 1º, parágrafo 5º:
O Governo designará para cabeça de cada Districto Eleitoral a Cidade, ou Villa mais central, onde se reunirão em um so Collegio no dia marcado para a eleição dos Deputados á Assembléa Geral, e no edificio, que o Governo tambem designar, todos os Eleitores do Districto; e depois de observadas as formalidades para a organização do Collegio, e as mais de que trata o Capitulo 1º do Titulo 3º da Lei, procederão á eleição de hum Deputado, votando cada Eleitor por cedula não assignada, e escripta em papel fornecido pela Mesa. Recolhidos os votos em escrutinio secreto, contados e apurados, ficará eleito Deputado o Cidadão que obtiver maioria absoluta de votos.
Dessa forma, cada província seria dividida em círculos eleitorais de acordo com o número de deputados de que dispunha, abandonando o voto por lista e substituindo o sistema de maioria simples pelo de maioria absoluta. Além disso, a lei estabelecia o princípio de incompatibilidade, vetando a participação de membros do Executivo e do Judiciário de se candidatarem no círculo em que exercessem função ou jurisdição. Assim, a lei tinha por objetivo principal pluralizar a representação parlamentar, permitindo a entrada de políticos locais, mas também de acabar com as "câmaras unânimes", diminuir a interferência do governo nas eleições e no Legislativo e fortalecer a política conciliadora dos governos anteriores.
A Lei dos Círculos foi inspirada na legislação eleitoral francesa de 1789, que estabelecia o conceito de majorité absolue e o voto distrital. O sistema também era utilizado em países como o Reino Unido e os Estados Unidos.

### A segunda Lei dos Círculos
Uma segunda Lei dos Círculos foi aprovada em 1860, alterando sua anterior após o pleito de 1857. Segundo o Decreto nº. 1.082, em seu Artigo 1º, parágrafo 2º:
As provincias do Imperio serão divididas em districtos eleitoraes de tres Deputados cada hum. Quando porém derem só dous Deputados, ou o numero destes não fôr multiplo de tres, haverá hum ou dous districtos de dous Deputados.
A nova lei, aprovada pelo deputado João de Almeida Pereira Filho, então ministro dos Negócios do Império do Gabinete Ferraz, aumentava para três o número de deputados eleitos por cada círculo, em uma tentativa de mitigar os "excessos renovadores" da reforma anterior.

## Resultados
A Lei dos Círculos teve resultados controversos. Por um lado, ela não acabou com as câmaras unipartidárias de forma efetiva, nem com as fraudes, a violência e a interferência governamental. Por outro lado, contudo, ela trouxe, de fato, uma renovação efetiva para os quadros parlamentares. Nas eleições de 1857, muitos dos deputados eleitos eram desconhecidos e inexperientes, fato que desagradava os chefes políticos tradicionais. Por esse motivo, a lei foi alterada em 1860, aumentando o número de círculos eleitorais e a margem de manobra das elites políticas tradicionais. Contudo, o processo de renovação parlamentar permaneceu, causando impactos duradouros na política imperial.
A reforma e suas alterações seriam substituídas pela chamada Lei do Terço, em 1875.[carece de fontes?]